# Online Film Critics Society Awards/Bester animierter Spielfilm
Der Online Film Critics Society Award (OFCSA) für den besten animierten Spielfilm wird seit 2001 jedes Jahr verliehen.

## Gewinner und Nominierte
Alle Nominierten eines Jahres sind angeführt, der Sieger steht jeweils zuoberst.

### 2001 bis 2009
2001
Shrek
Atlantis – Das Geheimnis der verlorenen Stadt
Final Fantasy: Die Mächte in dir
Die Monster AG (Monsters, Inc.)
Waking Life
2002
Spirited Away
Ice Age
Lilo & Stitch
Metropolis
Spirit – Der wilde Mustang
2003
Findet Nemo
Cowboy Bebop – Der Film
Das große Rennen von Belleville
Looney Tunes: Back in Action
Millennium Actress
2004
Die Unglaublichen
Ghost in the Shell 2: Innocence
Der Polarexpress
Shrek 2
Team America: World Police
2005
Wallace & Gromit: Auf der Jagd nach dem Riesenkaninchen
Das wandelnde Schloss (Howl's Moving Castle)
Madagascar
Robots
Corpse Bride – Hochzeit mit einer Leiche
2006
A Scanner Darkly – Der dunkle Schirm
Cars
Happy Feet
Monster House
Ab durch die Hecke
2007
Ratatouille
Die Legende von Beowulf
Paprika
Persepolis
Die Simpsons – Der Film
2008
WALL·E – Der Letzte räumt die Erde auf
Bolt – Ein Hund für alle Fälle
Horton hört ein Hu!
Kung Fu Panda
Waltz with Bashir
2009
Oben
Coraline
Der fantastische Mr. Fox
Küss den Frosch
Ponyo – Das große Abenteuer am Meer

### 2010 bis 2019
2010
Toy Story 3
Drachenzähmen leicht gemacht
Ich – Einfach unverbesserlich
Rapunzel – Neu verföhnt
L’Illusionniste
2011
Rango
Winnie Puuh
Arthur Weihnachtsmann
Die Abenteuer von Tim und Struppi – Das Geheimnis der Einhorn
Kung Fu Panda 2
2012
ParaNorman
Merida – Legende der Highlands
Frankenweenie
Arrietty – Die wundersame Welt der Borger
Ralph reichts
2013
Wie der Wind sich hebt (Kaze Tachinu)
Ich – Einfach unverbesserlich 2
Der Mohnblumenberg (From Up on Poppy Hill)
Die Eiskönigin – Völlig unverfroren
Die Monster Uni
2014
The Lego Movie
Baymax – Riesiges Robowabohu (Big Hero 6)
Die Boxtrolls
Drachenzähmen leicht gemacht 2
Die Legende der Prinzessin Kaguya
2015
Alles steht Kopf (Inside Out)
Anomalisa
Arlo & Spot (The Good Dinosaur)
Die Peanuts – Der Film
Shaun das Schaf – Der Film
2016
Kubo – Der tapfere Samurai
Findet Dorie
Vaiana
Die rote Schildkröte
Zoomania
2017
Coco – Lebendiger als das Leben!
In this Corner of the World (Kono Sekai no Katasumi ni)
The LEGO Batman Movie
Loving Vincent
Der Brotverdiener (The Breadwinner)
2018
Spider-Man: A New Universe
Die Unglaublichen 2
Isle of Dogs – Ataris Reise
Mirai – Das Mädchen aus der Zukunft
Chaos im Netz (Ralph Breaks the Internet)
2019
Toy Story 4
Die Eiskönigin II (Frozen II)
Drachenzähmen leicht gemacht 3: Die geheime Welt
Ich habe meinen Körper verloren (J’ai perdu mon corps)
Mister Link – Ein fellig verrücktes Abenteuer (Missing Link)

### Ab 2020
2020
Soul – Regie: Pete Docter
Onward: Keine halben Sachen (Onward) – Regie: Dan Scanlon
Die bunte Seite des Monds (Over the Moon) – Regie: Glen Keane, John Kahrs
La casa lobo – Regie: Joaquín Cociña, Cristóbal León
Wolfwalkers – Regie: Tomm Moore, Ross Stewart
2021
Die Mitchells gegen die Maschinen – Regie: Mike Rianda
Encanto – Regie: Byron Howard, Jared Bush
Flee (Flugt) – Regie: Jonas Poher Rasmussen
Luca – Regie: Enrico Casarosa
Raya und der letzte Drache – Regie: Don Hall, Carlos López Estrada
2022
Guillermo del Toros Pinocchio – Regie: Guillermo del Toro, Mark Gustafson
Apollo 10 ½: Eine Kindheit im Weltraumzeitalter (Apollo 10 ½: A Space Age Childhood) – Regie: Richard Linklater
Marcel the Shell with Shoes On – Regie: Dean Fleischer Camp
Der gestiefelte Kater: Der letzte Wunsch (Puss in Boots: The Last Wish) – Regie: Joel Crawford
Rot (Turning Red) – Regie: Domee Shi